# Мельник Андрій Ярославович
Андрій Ярославович Мельник (нар. 7 вересня 1975, Львів) — український дипломат. Надзвичайний і Повноважний Посол (2016). Надзвичайний і Повноважний Посол України в Бразилії з 20 червня 2023 року до 7 квітня 2025 року. Заступник Міністра закордонних справ України (2022—2023). Надзвичайний і Повноважний Посол України в Німеччині (2014—2022). Постійний представник України при Організації Об'єднаних Націй (з 7 квітня 2025 року). 
Заступник Міністра Кабінету Міністрів України (2014). Генеральний консул України в Гамбурзі у 2007—2012 роках. Кандидат юридичних наук. Повний кавалер ордена «За заслуги».

## Біографія
У 1997 році закінчив Львівський державний університет імені Івана Франка, отримав кваліфікацію спеціаліста з міжнародних відносин, перекладача німецької мови. Потім навчався у Швеції на юридичному факультеті Лундського університету, де отримав ступінь магістра міжнародного права. Стажувався у Гарвардському університеті. Вільно володіє англійською та німецькою мовами.
У 1997 році вступив на дипломатичну службу, почавши роботу старшим консультантом в Управлінні зовнішньої політики Адміністрації Президента України.
У 1999—2003 рр. — другий, згодом перший секретар Посольства України в Республіці Австрія.
У 2005—2007 рр. — заступник керівника департаменту двостороннього і регіонального співробітництва — завідувач відділу аналізу і планування Головної служби зовнішньої політики Секретаріату Президента України, секретар української частини Консультаційного Комітету Президентів України і Республіки Польща; Член делегації України для участі в переговорах у рамках Форуму ОБСЄ із співробітництва в галузі безпеки, Спільної консультативної групи та Консультативної комісії з відкритого неба. Член делегації України для участі у переговорах між Україною та Великою Соціалістичною Народною Лівійською Арабською Джамагирією щодо підготовки проекту Договору між Україною та Великою Соціалістичною Народною Лівійською Арабською Джамагирією про правові відносини і взаємну правову допомогу в цивільних і кримінальних справах.
З 5.04.2007 по 2012 рр. — Генеральний консул України в Гамбурзі (Німеччина). За його ініціативи при Генеральному консульстві створена Координаційна рада українських громадських організацій. Серед останніх можна, зокрема, відзначити Союз українських студентів Німеччини, Асоціацію українців Північної Німеччини, Товариство українців Німеччини.
З 2012 до 2014 рр. — Директор Третього територіального департаменту Міністерства закордонних справ України.

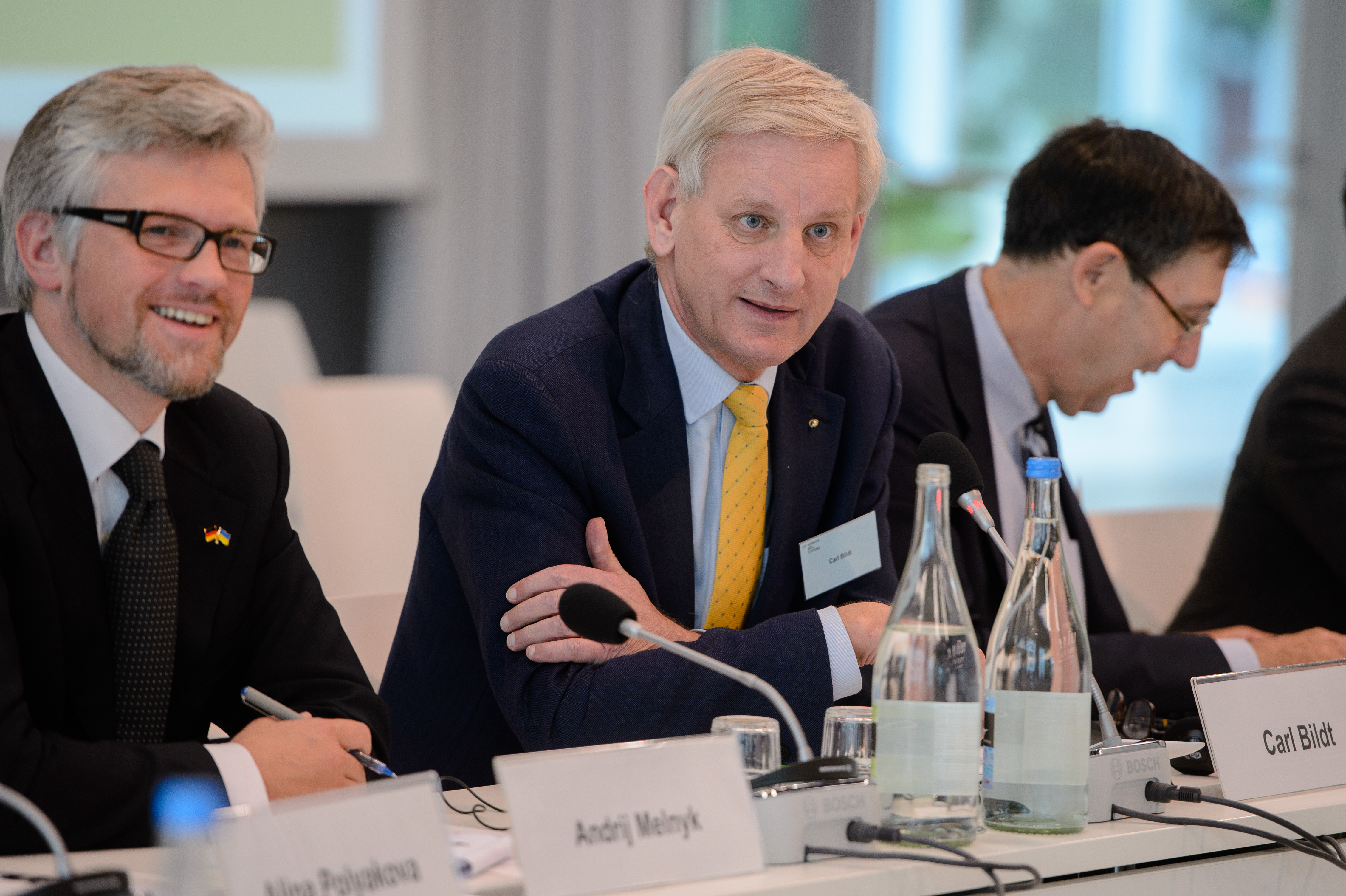
Андрій Мельник та Карл Більдт

З 25 березня 2014 до 3 січня 2015 року — заступник Міністра Кабінету Міністрів України.
З 19 грудня 2014 до 9 липня 2022 року — Надзвичайний і Повноважний Посол України в Німеччині.
Заступник Міністра закордонних справ України з 18 листопада 2022 до 11 липня 2023 року.
З 20 червня 2023 року по 7 квітня 2025 року — Надзвичайний і Повноважний Посол України в Бразилії.
З 7 квітня 2025 року Постійний представник України при Організації Об'єднаних Націй.

## Автор монографії
- Правонаступництво України щодо міжнародних договорів СРСР: [Монографія] / Ін-т держави і права ім. В. М. Корецького; Нац.акад.наук України, Ін-т законодавства Верховної Ради України. — К. : Юрид.думка, 2005. — 423 с. — Бібліогр.в підрядк.прим. — ISBN 966-8602-06-4[18]
- Є автором публікацій з міжнародно-правової тематики, у тому числі низки монографій.

## Дипломатичний ранг
- Надзвичайний і Повноважний Посланець першого класу (2012)[19]
- Надзвичайний і Повноважний Посол (2016)[20]

## Нагороди
- Орден «За заслуги» I ст. (18 грудня 2021) — за вагомий особистий внесок у зміцнення міжнародного співробітництва України, багаторічну плідну дипломатичну діяльність та високий професіоналізм[21]
- Орден «За заслуги» II ст. (21 серпня 2020) — за значний особистий внесок у державне будівництво, соціально-економічний, науково-технічний, культурно-освітній розвиток України, вагомі трудові здобутки та високий професіоналізм[22]
- Орден «За заслуги» III ст. (22 грудня 2017) — за вагомий особистий внесок у зміцнення міжнародного співробітництва України, багаторічну плідну дипломатичну діяльність та високий професіоналізм[23]